# Noche de 400 años

Se llama Noche de 400 años (noruego: 400-årsnatten) al período histórico que atravesó Noruega entrando en unión con Dinamarca, a causa de haber perdido su línea de sangre real, en 1387. 
Este período comienza en 1450 y se extiende hasta 1814, resultando de esa fusión el Reino de Dinamarca y Noruega. El poderío dominante danés colocó su capital Copenhague como capital del reino, y a su nobleza como gobernantes.